# Brivido caldo (singolo Matia Bazar)
Brivido caldo/Un giorno d'aprile è il trentesimo singolo dei Matia Bazar, pubblicato dall'etichetta discografica Columbia nel 2000, che anticipa l'album Brivido caldo (2000).

## Storia
Nel 1999, Giancarlo Golzi, unico superstite della formazione originaria, contatta l'amico compositore Piero Cassano, ex membro del gruppo storico ed ormai affermato produttore discografico di giovani talenti (ad esempio Eros Ramazzotti); insieme decidono di proseguire il progetto "Matia Bazar".
Golzi propone Silvia Mezzanotte come nuova cantante solista, Cassano, dopo averla ascoltata, si dichiara entusiasta e, da parte sua, ingaggia il polistrumentista ed arrangiatore Fabio Perversi. La nuova formazione è così pronta per farsi conoscere e decide di presentarsi al pubblico tramite il Festival di Sanremo con questo primo singolo.

## Brivido caldo
Si classifica all'ottavo posto nella categoria 'Campioni' al Festival di Sanremo 2000.
Con questo brano la nuova formazione conquista il premio per il "miglior gruppo" nell'estate dello stesso anno al concorso Vota la voce, poi anche il Telegatto come "miglior gruppo italiano dell'anno".

## Tracce
CD singolo (COL 997 6 69025 1)

Edizioni musicali: Radio Matia, Unalira, Warner Chappell
1. Brivido caldo – 4:08 (testo: Giancarlo Golzi – musica: Piero Cassano)
2. Un giorno d'aprile – 5:02 (testo: Giancarlo Golzi – musica: Piero Cassano)
3. Brivido caldo (strumentale) – 4:07 (musica: Piero Cassano)

## Formazione

### Gruppo
- Silvia Mezzanotte - voce solista
- Piero Cassano - tastiere, voce
- Fabio Perversi - pianoforte, tastiere, violino acustico e elettrico
- Giancarlo Golzi - batteria

### Altri musicisti
Maurizio Macchioni - chitarre elettriche e acustiche, cori

## Classifiche
| Classifica (2000) | Posizione |
| ----------------- | --------- |
| Italia            | 25        |